# Oi Fixo
A Oi Fixo é o serviço de telefonia fixa da operadora Oi. A operadora possuía concessão de telefonia fixa em todas as unidades federativas do Brasil (exceto São Paulo), além de autorizações nas regiões onde não detinha concessão. Em 2024, o regime de concessão da Oi foi migrado para o regime de autorização. Atualmente, a companhia possuí aproximados 5,3 milhões de linhas fixas em operação no país, sendo a terceira maior empresa do setor.

## Surgimento
Em 1998, o Ministério das Comunicações decidiu dividir a Telebrás em doze companhias: três holdings das concessionárias regionais de telefonia fixa, uma holding da operadora de longa distância e oito holdings das concessionárias da telefonia móvel Banda A. A maior delas era Tele Norte Leste S.A., transformada em Telemar em abril de 1999. O nome TELEMAR vem de TELE (telefonia - o serviço que a empresa presta) e MAR (a região no qual a operadora atua, que é o litoral sudeste, nordeste e norte do Brasil).
A Telemar absorveu assim, indiretamente, as antigas empresas de telefonia fixa dos estados em que opera: a TELERJ, a TELEMIG, a TELEST, a TELERGIPE, a TELASA, a TELPE, a TELPA, a TELERN, a TELECEARÁ, a TELEPISA, a TELMA, a TELEPARÁ, a TELAMAZON, a TELEAMAPÁ, a TELAIMA e a TELEBAHIA.
Em 2007 a mesma passou a adotar a marca Oi, assim como a sua empresa de telefonia celular.
Em 2009 a mesma comprou a operadora de telefonia fixa e móvel Brasil Telecom, e sendo assim passou a operar com telefonia fixa em todas as unidades federativas do Brasil exceto São Paulo.

### Abrangência
A Oi tem concessão de telefonia fixa em todo o território nacional (exceto São Paulo).

## Aquisição

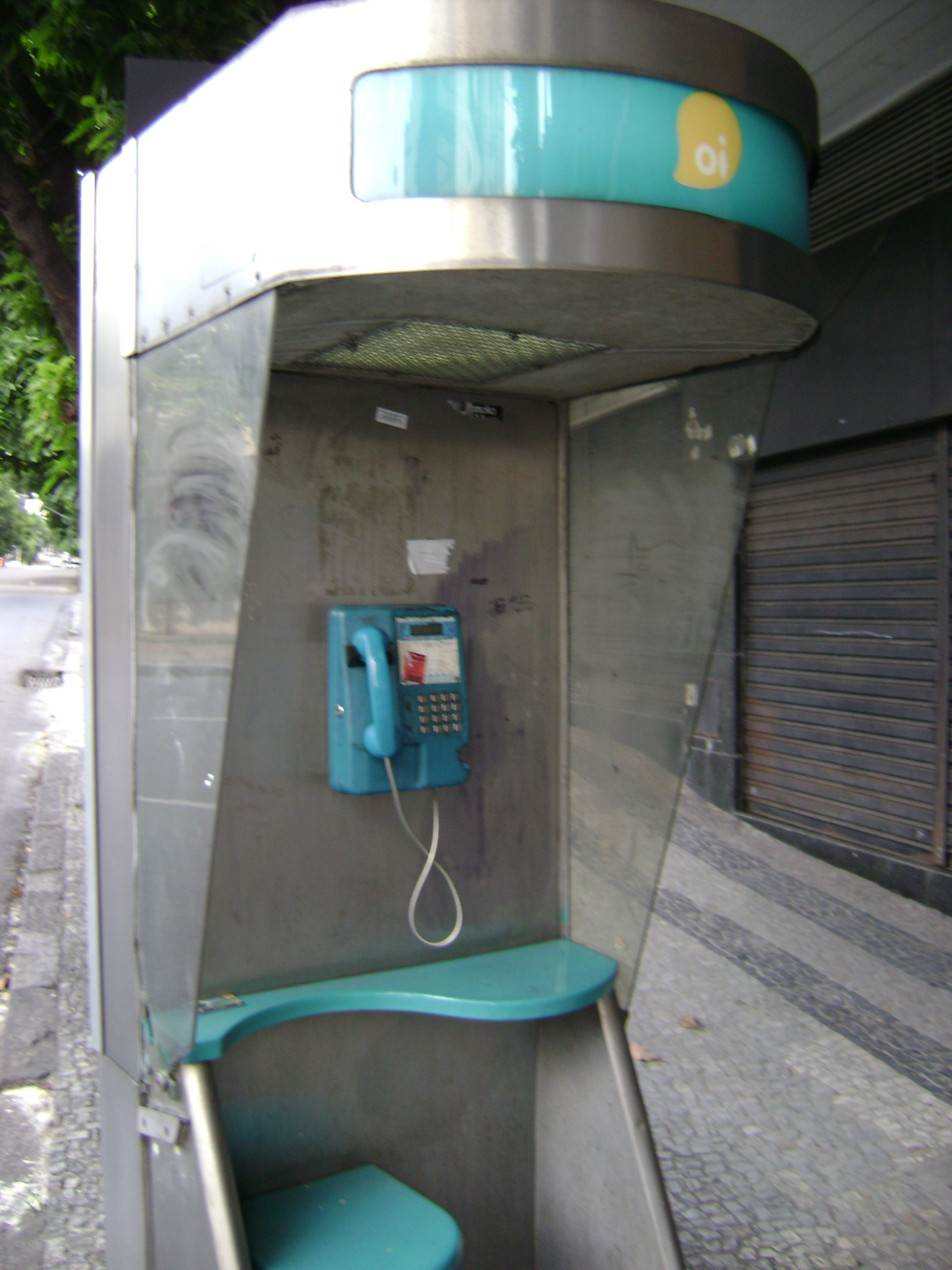
Cabine telefônica da Oi.

A Oi fez uma oferta de 5,8 bilhões de reais para comprar a operadora de telefonia fixa e móvel Brasil Telecom. O negócio foi acertado entre as duas empresas e a Oi incorporou a Brasil Telecom no dia 17 de maio de 2009.

## Migração do regime de concessão
Em novembro de 2024, a Anatel aprovou a migração do regime de concessão de telefonia fixa da Oi para o regime de autorização. 
O acordo foi fechado em agosto de 2024 entre Anatel, AGU (Advocacia Geral da União), TCU (Tribunal de Contas União), Ministério das Comunicações e a empresa V.tal e prevê investimentos de cerca de R$ 5,8 bilhões até 2028 por meio da V.tal em infraestrutura e conectividade, com a implantação de novos datacenters, ampliação da rede de cabos submarinos do país e instalação de banda larga fixa de alta velocidade dm 4 mil escolas. A empresa também deverá manter a manutenção da telefonia fixa em 2.845 municípios onde não há outra alternativa de prestação de serviço para os clientes.

Com o fim da concessão, a Oi poderá realizar o desligamento da rede de cobre de telefonia fixa em cidades onde houver competidores. A empresa alegava que a manutenção da infraestrutura apresentava custos elevados mesmo com uma queda crescente no número de usuários de telefone fixo e das receitas de telefonia. O acordo também garante para a Oi a posse e a propriedade dos bens reversíveis, ativos que foram cedidos na privatização da Telebras e que deveriam ser devolvidos à União ao fim da concessão, de modo que a companhia poderá vender os ativos sem a necessidade de autorização da Anatel. A Oi informou que passaria a focar no segmento corporativo e empresarial com a Oi Soluções.

## Ligação externa
- Página oficial